# Samankaya, Şarkışla
Samankaya là một xã thuộc huyện Şarkışla, tỉnh Sivas, Thổ Nhĩ Kỳ. Dân số thời điểm năm 2011 là 1.11 người.